# 謝綬 (景泰進士)
謝綬（1434年—1502年），字維章，號樗庵，江西撫州府樂安縣鳌溪西坑人，官籍，明朝政治人物。進士出身。

## 生平
江西鄉試第一百十八名。景泰五年（1454年）甲戌科會試第二百五十九名，殿試登進士第二甲第九名。初授工部主事。歷升刑部员外郎、郎中。
成化二年（1466）升四川右参议，不久调广西副使。转任陕西右参政。升福建按察使。
弘治元年（1488年），升广西右布政使，轉云南左布政使。以都察院右副都御史、巡抚湖广。不久，迁工部右侍郎，转刑部左侍郎，晋南京禮部尚書。弘治十五年（1502年）五月卒于官邸，年六十九。赠太子少保。

## 家族
曾祖謝伯順。祖父謝永昭，贈吏部考功司郎中。父謝輔，曾任浙江布政司左參政。